# Dama de Regina
La Dama de Regina es una escultura romana hallada en 2010 en las ruinas de Regina Turdulorum y conservada en el Museo Arqueológico Provincial de Badajoz.

## Descubrimiento y descripción
En julio de 2010, durante un programa de excavaciones arqueológicas en la ciudad romana de Regina Turdulorum (Casas de Reina, Badajoz), se descubrió la parte superior de una estatua sedente femenina tallada en mármol —probablemente de la zona de Borba-Estremoz—. Su hallazgo se produjo a diez centímetros de la superficie, en lo que fue el foro de la ciudad.
Se trata de un bloque con unas dimensiones aproximadas de 0,74x1,04 m. y un grosor de 32 cm. en el que se esculpió la parte superior de una estatua sedente femenina en bulto redondo. Está coronada con diadema, la cual recoge su cabello rizado y peinado hacia atrás. Su cabeza se cubre con un manto o palla que cae por los hombros y viste una túnica (quitón), abrochada mediante botones, de los que se conservan nueve. La túnica se ciñe bajo el pecho gracias a un cordón atado con un nudo. Sus brazos están incompletos, faltando la mano y la mitad del antebrazo izquierdo, y la mano, antebrazo y codo derecho.
Por sus características, con elementos como la diadema, la vestimenta y la actitud de la figura, y la localización donde se halló, en las ruinas de una estructura que se correspondería con una triple cella dedicada a la tríada capitolina, se ha interpretado como una representación de la diosa Juno.

## Concordancia con otra pieza

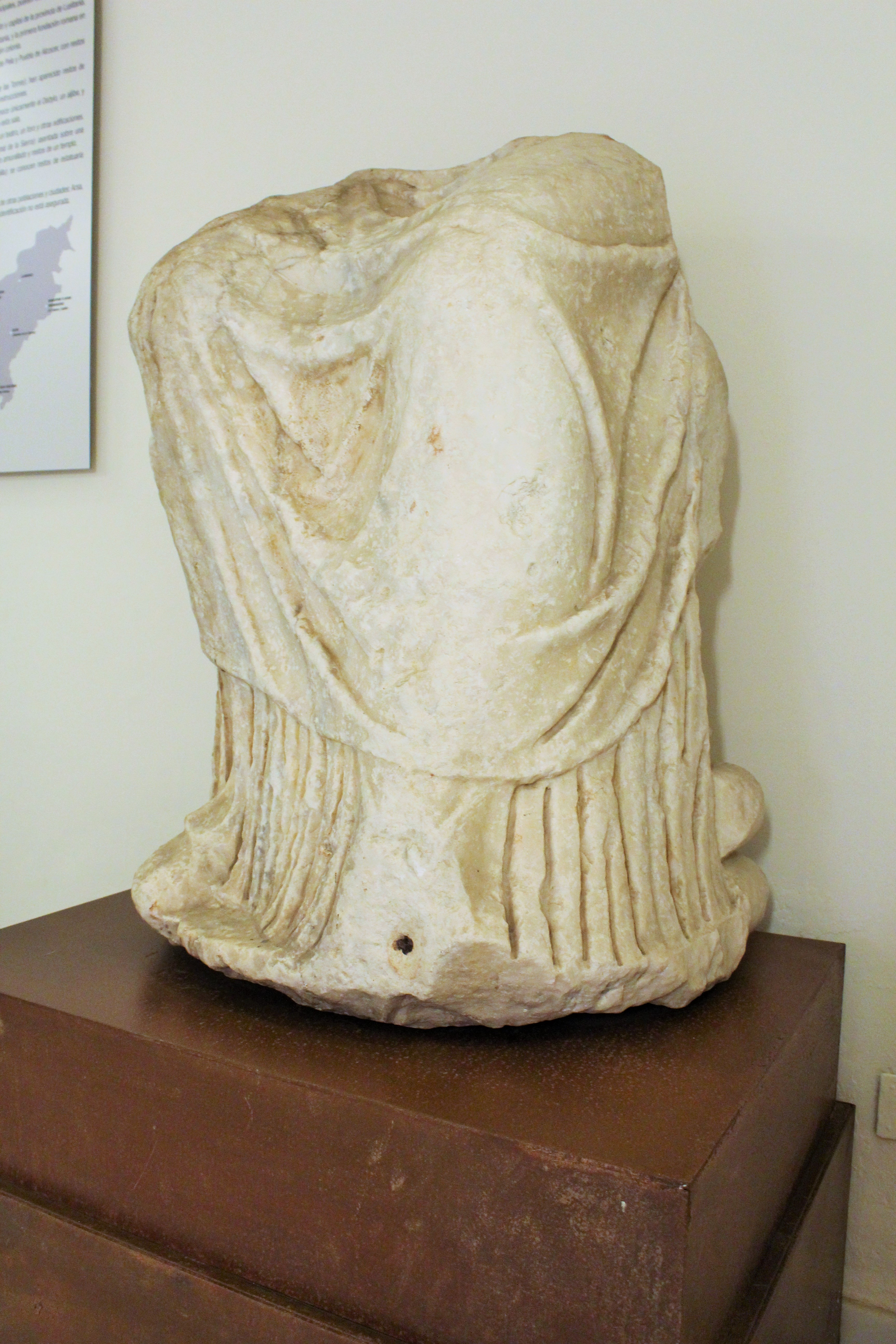
Parte inferior de estatua sedente conservada en el Museo Arqueológico Provincial de Badajoz

En 1987 entró a formar parte de los fondos del Museo Arqueológico Provincial de Badajoz, gracias a la compra realizada por el Ministerio de Cultura, una pieza que, según el expediente de compra, había aparecido en el derribo de un monasterio en Llerena. Se trata de un bloque de mármol de la zona de Borba-Estremoz con unas dimensiones máximas de 86x67x39 cm. concebido como la parte inferior de una escultura romana.
Posteriormente fue reutilizado para esculpir en su parte posterior un escudo nobiliario que pudo pertenecer a Sancho de Paz, Contador Mayor de Castilla y tesorero de la Casa de Contratación de Sevilla, quien fundó el Convento de San Francisco en Llerena para su enterramiento y el de su familia. La representación corresponde a la parte inferior de una figura femenina sedente que viste una túnica larga cubierta por una palla. Debido a su posterior uso, presenta desperfectos en su superficie y erosión generalizada.
Por las características de ambas piezas, varios argumentos como el mármol de igual tipo y cantera, el mismo taller y las proporciones antropométricas de las piezas han servido para concluir que es posible que ambas piezas correspondan a la misma figura, una escultura de la diosa Juno que formó parte de la tríada capitolina que presidía el foro de Regina Turdulorum hacia el siglo II.

## Exhibición
En junio de 2021, la escultura, conformada por el torso hallado en Regina y las piernas que ya se conservaban en el Museo Arqueológico Provincial de Badajoz, entró a formar parte de la exposición permanente del museo.